# Oncaea curvata
Oncaea curvata är en kräftdjursart som beskrevs av Giesbrecht 1902. Oncaea curvata ingår i släktet Oncaea och familjen Oncaeidae. Inga underarter finns listade i Catalogue of Life.